# Marie Holstein
Marie Holstein (* 15. April 1997 in Duisburg) ist eine deutsche Volleyballspielerin.

## Karriere
Holstein begann zu Schulzeiten in der 4. Klasse mit dem Volleyballspielen. Über viele Jahre wurde sie im Nachwuchsbereich des Moerser SC ausgebildet, bevor sie im Alter von 16 Jahren in den Nachwuchsbereich des Schweriner SC wechselte und parallel begann das Schweriner Sportgymnasium zu besuchen. In der Altersgruppe U18 konnte sie im Jahr 2013 die Deutsche Meisterschaft gewinnen. Zur Saison 2015/16 erhielt sie einen Profivertrag für die erste Mannschaft des Schweriner SC. Hinter der Kanadierin Tabitha Love war sie zweite Diagonal-Angreiferin und kam im Verlauf der Saison sowohl in der Bundesliga, als auch im internationalen CEV-Pokal zu ersten Spielanteilen. 2016 wechselte Holstein zum Ligakonkurrenten Köpenicker SC. Nach dem finanziellen Rückzug der Köpenicker-Volleyball aus der Volleyball-Bundesliga spielt Holstein in der Saison 2017/18 in der 3. Liga für die zweite Mannschaft des SC Potsdam.